# Рабенек, Элла Ивановна
Элла (Елена) Ивановна Книппер-Рабенек (15 июля 1880, Москва — 29 февраля 1944, Париж) — танцовщица и педагог, наиболее талантливая последовательница Айседоры Дункан в России. Урожденная Бартельс, для выступлений взяла псевдоним Эллен Тельс (Ellen Tels).

## Биография

### Детство. Родители.
Элла (Елена) Ивановна Книппер-Рабенек родилась в Москве 15 июля 1880 года в семье Ивана Ивановича Бартельса, записанного в 1874 году в купцы 2-й гильдии, прусского поданного. И. И. Бартельс владел двумя булочными-кондитерскими в Москве. У Никитских ворот, на углу, в доме Ранцева была известная булочная Бартельс.
Родители Э. И. Рабенек: отец (Johann Bartels) и мать (Elfrilde Bartels) умерли оба в 1909 году. Памятник
на их могиле сохранился до сих пор на Введенском кладбище в Москве.

### Замужество. Семья.
Первый муж Эллы Ивановны — Владимир Леонардович Книппер, брат актрисы Художественного театра Ольги Леонардовны Книппер-Чеховой, был адвокатом, затем певцом, режиссёром и артистом Большого театра, выступавшим под фамилией Нардов. Свадьба состоялась в декабре 1902 года.
А в 1904 году в Баденвайлере, где лечился Антон Павлович Чехов, Элла Ивановна познакомилась с московским студентом Артемием Львовичем Рабенеком, который позднее стал её вторым мужем. Артемий Львович вместе со своим братом студентом-медиком Львом Львовичем помогал Ольге Леонардовне ухаживать за больным Антоном Чеховым.

### Творчество
Впервые Элла Ивановна увидела выступление Айседоры Дункан в Петербурге 11 февраля 1905 года. Увлечённая новаторскими исканиями Дункан, она едет учиться в Германию, где у сестры Айседоры Элизабет была школа. Константин Сергеевич Станиславский, очень высоко ценивший искусство Дункан, предлагал ей преподавать пластическое движение актерам Московского Художественного театра, но, убедившись в отсутствии у Дункан серьёзных намерений посвятить себя на длительный период преподаванию, пригласил вместо неё Э. И. Рабенек, которая и проработала в Художественном театре с 1908 по 1911 год.
В 1910 году Элла Ивановна открывает «Московские классы пластики», которые располагались на Мясницкой улице, на пересечении Малого Харитоньевского переулка с Чудовским переулком (сейчас Переулок Огородная Слобода), дом Стахеева, во дворе. Школа Э. И. Рабенек открылась зимой 1910 года, а в апреле 1911 уже выезжала на гастроли в Лондон.
Школа Рабенек много гастролировала в Европе. В 1911 году в Лондоне и Париже, в 1912 году — в Мюнхене, Берлине, Нюрнберге, Будапеште. Для заграничных гастролей Рабенек взяла себе псевдоним Эллен Тельс (сокращенно от Бартельс), так как родители её второго мужа были против того, чтобы имя фабрикантов Рабенек украшало афиши мюзик-холлов. С 1912 года гастроли студии Рабенек назывались «Ellen Tels — Tanz Idyllen».
В 1919 году она организовала гастроли труппы по волжским городам и оттуда вместе со своими ученицами эмигрировала в Вену, где в 1920 году открыла школу и выступала с концертами.
В 1927 году Э. И. Рабенек приехала в Париж из Вены. Здесь она также создала ставшую очень знаменитой Студию естественного движения в районе Пасси, которая успешно работала до смерти своей основательницы.
У Рабенек занимались Людмила Алексеева, Н. Белишева, В. Воскресенская, Е. Горлова, М. Ивакина, Н. Кастальская, Т. Савинская, Е. Муратова (возлюбленная поэта Владислава Ходасевича). Некоторые из них впоследствии обрели известность как исполнительницы и педагоги.
К творчеству Эллы Рабенек проявляли значительный интерес Всеволод Эмильевич Мейерхольд и Максимилиан Волошин. Элла Ивановна была лично знакома с Волошиным, который посвятил ряд статей её студии, очень дорожила его отношением к её делу, вела с ним переписку.
Максимилиан Волошин писал о танце Рабенек, сравнивая её метод с методом Айседоры Дункан и прослеживая преемственность с Франсуа Дельсартом и другими известными современниками:

Е. И. Рабенек сама была ученицей Элизабет Дункан, но в методе своего преподавания следует системе пластики Франсуа Дельсарта. Так что преемственность её идет через Дельсарта, Луи Фуллер и сестер Дункан…
Кроме редкого педагогического таланта, Е. И. Рабенек обладает громадным художественным даром композиций. Как создательница групповых танцев, Е. И. Рабенек является уже не ученицей и продолжательницей Дункан, но совершенно самостоятельным художником, создавшим собственное своё искусство.— М. Волошин "Культура танца"

Ни танцы Айседоры Дункан, ни танцы учениц Е. И. Рабенек не являются «иллюстрациями» музыки. Под понятием иллюстрации обычно подразумевается пояснительная картинка. Разумеется, эти танцы ничего не могут пояснить в той музыке, которая сопровождает их; да и классическая музыка вовсе не нуждается ни в каких пластических пояснениях. Но между музыкой и пластикой существует связь более глубокая: и та и другая возникает из одного и того же чувства ритма, заложенного в самой глубине человеческого организма.— М. Волошин "Культура танца"

### Последние годы жизни
Элла Ивановна Рабенек умерла 29 февраля 1944 года. Её похоронили на кладбище Пер-Лашез в Париже, в колумбарии, там же, где и Айседору Дункан, но 4 марта 1966 года её прах был перевезён в Ниццу вместе с прахом её мужа, умершего 26 февраля 1966 года. Вместе с прахом Э. И. Рабенек была перевезена и стеклянная памятная доска с колумбария, осколки которой с годами её жизни и были обнаружены на могиле в земле на кладбище Кокад в Ницце.